# 馬蒂亞斯·許萊登

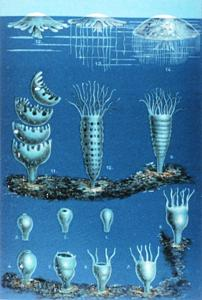
許萊登所繪的《水母的發育》（Die Entwickelung der Meduse）。

馬蒂亞斯·雅各布·許萊登（德語：Matthias Jakob Schleiden）或譯施萊登，1804年4月5日—1881年6月23日，是一位德國植物學家，細胞學說的建立者之一。他出生於德國漢堡，大學時原本研讀法律，但後來轉向其興趣植物學。
他喜歡使用顯微鏡來觀察植物的結構，他在擔任耶拿大學教授時，紀錄了植物不同部位是由細胞所構成的現象。後來他也辨識出1831年時由植物學家羅伯特·布朗所發現的細胞核。